# Fairphone 2

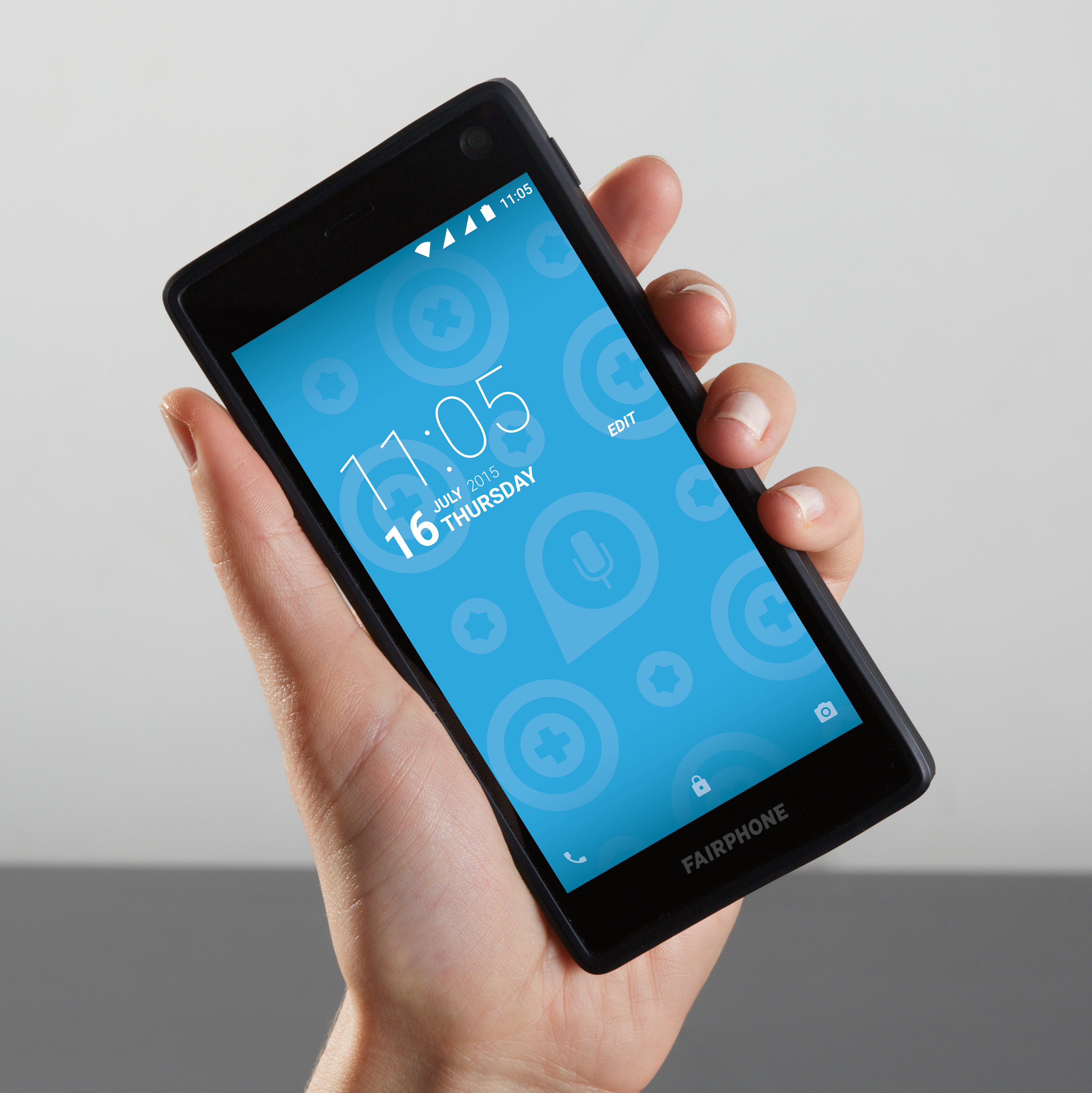
Fairphone 2

Fairphone 2 je dual-SIM chytrý telefon poprvé vydaný v prosinci 2015. Jedná se o první modulární smartphone, který byl v prodeji, a je navržen tak, aby jej uživatel mohl snadno opravit. Je to druhý telefon od sociálního podniku Fairphone a první z telefonů, které společnost navrhla od základů. Je etický, bez konfliktních minerálů, z fair trade zlata a recyklovaných materiálů. Je sestaven v kontrolovaných továrnách s dobrými pracovními podmínkami.

## Náklady
Telefon byl primárně financován prostřednictvím předběžných objednávek. Většinou se prodával přímo, k dispozici byl i prostřednictvím distributorů, např. Phone Coop ve Spojeném království. Kampaň před objednávkou byla zahájena 16. července 2015 a skončila 30. září 2015 s 17 418 objednanými telefony (cíl byl 15 000).